# Grace Jackson
Grace Jackson-Small (Saint Ann, 14 giugno 1961) è un'ex velocista giamaicana.
In carriera è stata medaglia d'argento nei 200 metri piani ai Giochi olimpici di Seul 1988.

## Palmarès
| Anno | Manifestazione          | Sede         | Evento      | Risultato  | Prestazione | Note                          |
| ---- | ----------------------- | ------------ | ----------- | ---------- | ----------- | ----------------------------- |
| 1982 | Giochi del Commonwealth | Brisbane     | 4×100 m     | Bronzo     | 43"69       |                               |
| 1983 | Mondiali                | Helsinki     | 200 m piani | 5ª         | 22"63       |                               |
| 1984 | Giochi olimpici         | Los Angeles  | 100 m piani | 5ª         | 11"39       |                               |
| 1984 | Giochi olimpici         | Los Angeles  | 200 m piani | 5ª         | 22"20       |                               |
| 1984 | Giochi olimpici         | Los Angeles  | 4×100 m     | 8ª         | 53"54       |                               |
| 1984 | Giochi olimpici         | Los Angeles  | 4×400 m     | 5ª         | 3'27"51     |                               |
| 1987 | Mondiali indoor         | Indianapolis | 200 m piani | Bronzo     | 23"21       |                               |
| 1988 | Giochi olimpici         | Seul         | 100 m piani | 4ª         | 10"97 w     |                               |
| 1988 | Giochi olimpici         | Seul         | 200 m piani | Argento    | 21"72       | Miglior prestazione personale |
| 1988 | Giochi olimpici         | Seul         | 4×100 m     | semifinale | 43"30       |                               |
| 1989 | Mondiali indoor         | Budapest     | 200 m piani | Argento    | 22"95       | Miglior prestazione personale |
| 1992 | Giochi olimpici         | Barcellona   | 200 m piani | 6ª         | 22"58       |                               |

## Altre competizioni internazionali
1985
- Argento in Coppa del mondo ( Canberra), 100 m piani - 11"30
- Argento in Coppa del mondo ( Canberra), 200 m piani - 22"61

1989
- Bronzo in Coppa del mondo ( Barcellona), 200 m piani - 22"87
- Oro in Coppa del mondo ( Barcellona), 4×400 m - 3'23"05